# Ambrogio Lorenzetti

Ambrogio Lorenzetti - "Frambärandet i templet" (1342). Galleria degli Uffizi, Florens.

Ambrogio Lorenzetti eller Ambruogio Laurati, född c:a 1290 i Siena, Italien, död 1348 i Siena, var en italiensk målare, verksam i Siena. Förmodligen elev till Duccio di Buoninsegna.
Tillsammans med brodern Pietro Lorenzetti utförde Ambrogio Lorenzetti ett antal fresker med religiösa motiv, i huvudsak i Siena och Assisi. Det första beviset på timglasets existens finns i en av hans målningar, Den goda styrelsen (c:a 1338). Han tros ha avlidit i böldpest.
Lorenzetti förenade Sienaskolans måleri med den florentinska konsten. Han uppnådde en andlig fördjupning av Giottos och Simone Martinis motiv och stilmedel. Kännetecknande för hans tidiga verk är klara och fasta former och en ren och kraftig färggivning. Dessutom formar han föremålen utifrån själva rummet. Hans senare arbeten visar en överskådlig rumsuppfattning som kommer rätt nära en medveten perspektivisk framställning.
I Palazzo Pubblico i Siena utförde Lorenzetti arbeten i Sala dei Nove samt fresker i loggian och i Sala del Mappamondo.

## Verk (i urval)
- Madonna lactans (c:a 1326)
- Den goda styrelsen (c:a 1338)
- Tronande Madonna med barnet, änglar och helgon (c:a 1340)
- Frambärandet i templet (1342)
- Bebådelsen (1345)